# Ortnit

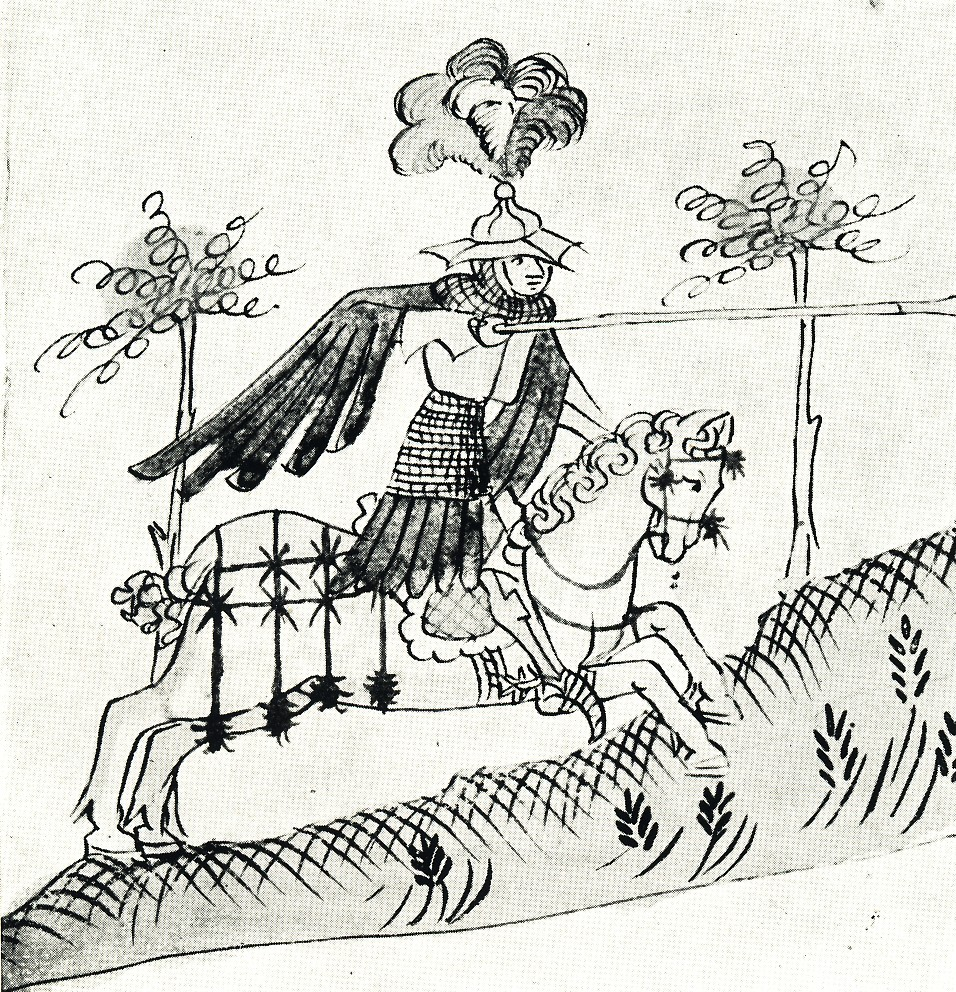
Ortnit, der gegen den Drachen kämpft. Ausschnitt einer Federzeichnung aus der Heidelberger Handschrift, 1418.

Die Sage von Ortnit ist ursprünglich wohl niederdeutschen Ursprungs, wurde aber um das 13. Jahrhundert ins Wolfdietrich-Epos eingebunden. 

## Inhalt
Sie erzählt die Sage des Königs Ortnit, Herrscher von Lampartenland, der auf seiner Burg zu Garda am Gardasee lebte. Bevor der auf die gefährliche Reise nach der Burg Montabur aufbricht, wo er die Tochter des heidnischen Königs Machorel, Sidrat, für sich gewinnen will, gibt ihm seine Mutter einen Ring und rät ihm, in den Bergen Hilfe zu suchen. Er findet sie dort in Gestalt des elfenhaften Zwergs Alberich, der bekennt, sein eigentlicher Vater zu sein. Alberich stattet ihn mit einer goldenen Rüstung und dem Schwert Rose aus, das sogar Steine und Drachenhaut zu durchdringen vermag. Nur durch die Hilfe des unsichtbaren Alberichs, der ihn auf der Reise begleitet, gelingt es, die Königstochter zu entführen.
Wieder im Lampartenland erhält das nun vermählte Königspaar Besuch von einem Boten Machorels aus Montabur, der ihnen ein besonderes Versöhnungsgeschenk überreicht: Eier, aus denen Echsen schlüpfen werden, die einen besonders großen Edelstein in sich tragen. Ortnit erlaubt dem Jäger, die Eier in die Berge zu bringen und den Schlupf zu überwachen und großzuziehen. In Wirklichkeit sind es Dracheneier. Als die Drachen zur Plage werden, zieht Ortnit aus, um sie zu bekämpfen, nimmt aber den Ring seiner Frau mit, die er bittet, nur dem zu glauben, der ihr diesen Ring wieder bringt. Trotz Warnung Alberichs, der ihm noch begegnet, schläft er ein und wird von dem Drachen seinen Jungen vorgeworfen. Später wird Wolfdietrich den Drachen und seine Brut töten und die verwitwete Königin für sich gewinnen.
Nach Hermann Schneider geht die Ortnitsage auf niederdeutschen Ursprung zurück. Ursprünglich habe es sich um einen König Hertnid aus dem russischen Gardareich (Nowgorod) gehandelt, von dem man nur weiß, dass er seine Braut auf gefährlicher Fahrt gewonnen hat und mit einem Drachen zu tun hatte.

## Darstellungen
Ortnit ist als einer der drei Riesen in den um 1390 entstandenen Wandmalereien auf Schloss Runkelstein bei Bozen dargestellt. Die Malereien wurden im Auftrag von Niklaus Vintler ausgeführt und gelten als wichtiges Zeugnis für die Verbreitung der Sage von Ortnit im Mittelalter.